# Organisation régionale interaméricaine des travailleurs
L'Organización Regional Interamericana de Trabajadores (ORIT - Organisation régionale interaméricaine des travailleurs) est une organisation régionale syndicale qui rassemblait les confédérations membres de la Confédération internationale des syndicats libres en Amérique. Elle fut fondée en 1951, et fusionna le 29 mars 2008 avec la Centrale latino-américaine des travailleurs, son équivalent de la Confédération mondiale du travail, dans le cadre de la Confédération syndicale internationale pour former la Confédération syndicale des travailleurs et travailleuses des Amériques.

## Historique

### La Confédération interaméricaine des travailleurs (1948-1951)
La montée des tensions internationales liées à la guerre froide et l'emprise grandissante des Soviétiques sur la Fédération syndicale mondiale et sa branche latino-américaine, la Confédération des travailleurs d'Amérique latine pousse une partie des centrales adhérentes autonomes ou sociales-démocrates à se rapprocher, puis à quitter la CTAL, avec le soutien de l'AFL. Le 13 janvier 1948, ces centrales créent la Confederación Interamericana de Trabajadores (CIT - Confédération interaméricaine des travailleurs) à Lima.

### La fondation de l'ORIT et l'anticommunisme
Pour renforcer l'action de ces syndicats, la Confédération internationale des syndicats libres (CISL) rassemble l'ensemble de ses adhérents du continent américain à Mexico, à l'invitation de la Confédération des travailleurs du Mexique pour fonder une nouvelle organisation régionale l'Organización Regional Interamericana de Trabajadores (ORIT - Organisation régionale interaméricaine des travailleurs ; (en) ICFTU Inter American Regional Organisation of Workers), son secrétaire général est le Cubain Francisco Aguirre.
Pendant de nombreuses années, l'ORIT fut sous la domination de l'AFL-CIO des États-Unis. Elle soutint automatiquement les positions internationales des États-Unis, y compris quand ces derniers soutenait des dictateurs qui opprimaient des syndicalistes. Elle apporta son soutien au coup d'État contre Jacobo Arbenz Guzmán au Guatemala en 1954, ou celui du général Augusto Pinochet contre Salvador Allende au Chili en 1973. Malgré le retrait de l'AFL-CIO des instances de la CISL entre 1969 et 1982, son poids n'a jamais faibli sur l'ORIT durant cette période.

### Une centrale dynamique et soutenant l'action syndicale
En parallèle à ses prises de positions violemment anticommunistes, l'ORIT développe une politique active de soutien à ses organisations syndicales adhérentes. Elles bénéficient des fonds de l'Institut américain pour le développement ouvrier libre qui accorde d'importants crédits aux syndicats latino-américains. Elle a aussi développé ses contacts politiques dans un certain nombre de pays, comme au Mexique avec le Parti révolutionnaire institutionnel ou au Venezuela avec l'Action démocratique qui avait des liens très fort avec la Confédération des travailleurs du Venezuela. L'ORIT devient ainsi la première organisation syndicale latino-américaine, loin devant le Congrès permanent d'unité syndicale des travailleurs d'Amérique latine et des Caraïbes et surtout la Centrale latino-américaine des travailleurs. Elle est présente dans 28 pays, mais certaines centrales refusent longtemps de s'y affilier, comme la Confédération générale du travail de la République argentine qui ne le fait qu'en 1975.

### Le rapprochement avec la CLAT
Dans les années 1980 et 1990, avec la fin de la guerre froide et des dictatures latino-américaines, l'ORIT se rapproche des syndicats autonomes ou sociaux démocrates européens membres de la CISL et adopte des positions moins caricaturalement pro-américaines, à la grande irritation de l'AFL-CIO. Finalement, en parallèle aux discussions internationales entre la CMT et la CISL, elle entame des discussions avec la Centrale latino-américaine des travailleurs pour fusionner à la fin de 2007 dans le cadre de la Confédération syndicale internationale pour former la Confédération syndicale des travailleurs et travailleuses des Amériques.